# Дніпровський металургійний завод
Дніпровський металургійний завод — приватне акціонерне товариство, найстаріше металургійне підприємство міста Дніпра. Розташоване у Новокодацькому районі Дніпра. Засновано в 1884 році.
До 1917 року завод називався Олександрівським Південноросійським залізоробним і залізопрокатним заводом Брянського акціонерного товариства. Заводу було дано ім'я імператора Олександра ІІІ. Згодом завод був відомий як Брянський завод. З 1922 року до часів декомунізації в Україні завод носив ім'я більшовицького діяча Григорія Петровського, через що скорочено неофіційно називався Петрівка.
Основна продукція — квадратна заготовка (поставляється до Єгипту), швелер, який має широку географію експорту (країни Європи, Азії, Африки).

## Історія

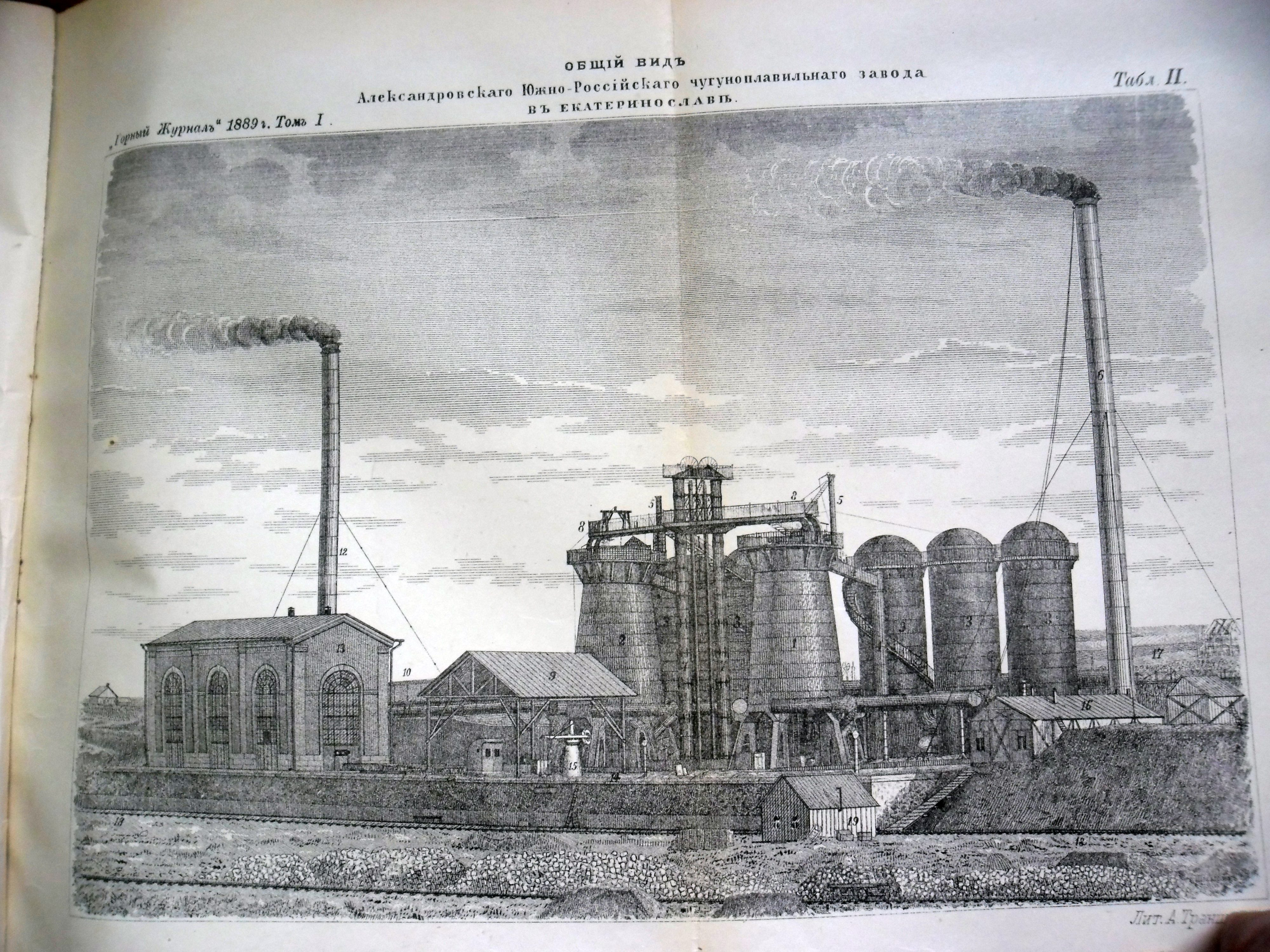
Дніпровський металургійний завод — історичне фото.

Одна з доменних печей Дніпровського металургійного заводу

Завод було збудовано після відкриття у травні 1884 року Катеринославської залізниці, що з'єднала Криворізький залізорудний басейн і вугільний Донбас. Враховуючи багатства Криворізького залізорудного басейну і наявність залізниці, яка дозволяла завозити у Придніпров'я донецьке вугілля у величезній кількості, Брянське акціонерне товариство 1885 року розпочало будівництво заводу на околиці міста Катеринослава. Перша доменна піч була задута 1887 року. Завод водним шляхом сполучався з основним заводом Брянського акціонерного товариства у місті Бежиці на річці Десні.
Будували відразу дві доменні печі, які були споруджені за останнім словом тодішньої металургійної техніки. Це були печі шотландської конструкції, креслення яких були взяті з документації французького заводу Дедона, збудованого 1884 року. Таких печей у Російській імперії, до складу якої входила Україна, тоді ще не було.. Перша доменна піч цього заводу була вперше задута 10 травня 1887 року, однак перший чавун отримали лише в серпні 1887 року. Другу доменну піч було задуто в 1888 році. Тут діяло коксове виробництво.
Будівництво виконував інженер О. М. Горяїнов, який став першим директором заводу. Акціонери Брянського товариства П. І. Губонін і В. Ф. Голубєв долучили до фінансування франко-бельгійський капітал.
У 1913 році на заводі було 5 доменних і 7 мартенівських печей, 3 бесемерівських конвертори і 10 прокатних станів.
Тут працював токарем революціонер, депутат IV Державної Думи Росії, нарком внутрішніх справ РРФСР і «всеукраїнський староста» Григорій Петровський. 1922 року заводу було надано його ім'я. На центральному проспекті міста Дніпра й досі є кришки люків, вилиті на «Брянці».
«Брянка» була націоналізована 1918 року. 1932 року від заводу відділили деякі цехи, що були розбудовані як окремі заводи: Дніпропетровський трубопрокатний завод, Дніпропетровський завод металоконструкцій ім. Бабушкіна, завод «Дніпроважмаш» і Дніпропетровський коксохімічний завод. Завод став постачальником кадрів для нових металургійних заводів: Магнітогорського, Новокузнецького, Липецького, Маріупольского, Руставського і Нижньотагільського. 1932 року при заводі було відкрито Палац культури ім. Ілліча.
У 1941-1943 роках завод не дав і тонни чавуну або сталі Німеччині. Підривною роботою керував начальник транспортного цеху Юрій Савченко. Відступаючи, німці висадили в повітря усі цехи і металургійні агрегати, проте вже через три дні після звільнення Дніпропетровська, 28 жовтня завод дав місту світло і воду, а 29 вересня 1944 року — перший чавун.
У вересні 1956 року на заводі вперше в СРСР запроваджено кисень у бесемерівський процес.
У жовтні 1957 року на заводі вперше у світовій практиці успішно використано природний газ у роботі доменної печі.
1987 року на набережній побудовано новий прокатний цех «Стан-550».

## Сучасність
1995 року підприємство стало відкритим акціонерним товариством. Власником його була група «Приват». 14 квітня 2008 року власником підприємства стала група «Євраз». У березні 2018 новим власником стала компанія DCH Олександра Ярославського.
Від 2010 року до його складу включено Дніпрококс.
Сьогодні металургійний завод виробляє товарний чавун, товарну заготовку, швелер, кутник, рейки кранів, автоосі і автоободи.
Дніпровський металургійний завод планує побудувати нову машину безперервного лиття заготовок і млин малого профілю для виробництва арматури і катанки.
DCH Steel планує інвестувати $300 млн у вертикальну інтеграцію Дніпровського МЗ і “Сухої Балки”, що передбачатиме під собою будівництво аглофабрики на ДМЗ.

## Виробничі потужності
Виробництво коксу — 4 батареї, 1040 тис. т
Доменне виробництво — 2 доменні печі, 1795 тис. т
Виробництво сталі — 3 конвертери, 1230 тис. т
Виробництво прокату — Прокатний цех №1: блюминг 1050, стан 800
Прокатний цех №2: стан 550

## Персонал та зарплатня
Чисельність персоналу — 4378 осіб.
Середня заробітна плата (до стягнення податків на рівні працівника) —  158 тис. грн на рік.
Продуктивність праці — 209 т сталі на рік.

## Об'єми виробництва
- кокс — 570 тис. т (2018 рік)[2]
- чавун — 886 тис. т (2018 рік)[2]
- сталь — 919 тис. т (2018 рік)[2]

### Директори, голови правління
- 1887–1903 — Горяїнов Олексій Михайлович
- 1908–1917 — Гогоцький Микола Миколайович
- 1924–1927 — Макаров Іван Гаврилович
- 193.0–1931 — Іванченко Яків Павлович
- 1931–1931 — Голубенко Микола Васильович
- 1931–1932 — Рогачевський Ісак Захарович
- 1932–1937 — Бірман Степан Павлович
- 1937–1938 — Марковський Іван Зіновійович
- 1938–1963 — Коробов Ілля Іванович
- 1963–1967 — Лихорадов Анатолій Петрович
- 1967–1981 — Мазов Василь Федорович
- 1981–1995 — Дерев'янко Василь Іванович
- 1995–1997 — Зражевський Олександр Данилович
- 1998–1999 — Дишлевич Ігор Йосипович
- 1999–2001 — Кузьменко Володимир
- 2001–2009 — Корнієвський Віталій Миколайович